# Буково (Церкно)
Буково (словен. Bukovo) — поселення під горою Койца (словен. Kojca) в общині Церкно, Регіон Горішка, Словенія. Висота над рівнем моря: 709 м. 